# Gene Barry

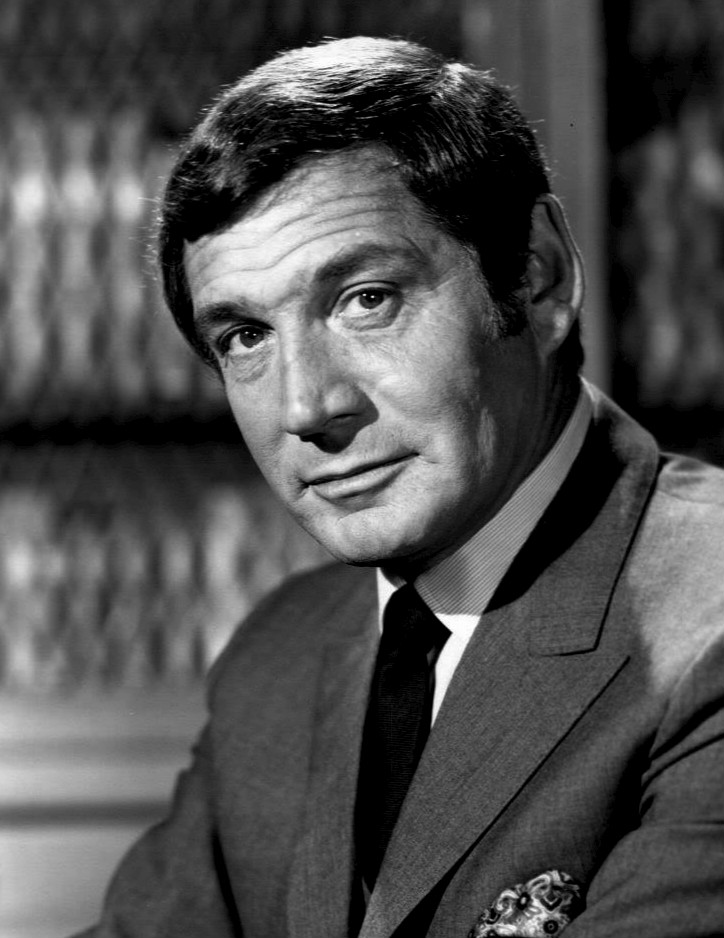
Gene Barry în 1970

Gene Barry (născut Eugene Klass, n. 14 iunie 1919, New York City, New York, SUA – d. 9 decembrie 2009, Woodland Hills⁠(d), California, SUA) a fost un actor de cinema american evreu.

## Filmografie
- The Atomic City (1952)
- The Girls of Pleasure Island (1953)
- Războiul Lumilor (1953)
- Those Redheads from Seattle (1953)
- Alaska Seas (1954)
- Red Garters (1954)
- Naked Alibi (1954)
- Mercenar (Soldier of Fortune, 1955)
- The Purple Mask (1955)
- The Houston Story (1956)
- Back from Eternity (1956)
- China Gate (1957)
- The 27th Day (1957)
- Forty Guns (1957)
- Hong Kong Confidential (1958)
- Thunder Road (1958)
- Maroc 7 (1967)
- Subterfuge (1968)
- The Second Coming of Suzanne (1974)
- Guyana: Crime of the Century (1979)
- Războiul Lumilor (2005)